# Saint-Pierre-es-Champs
Saint-Pierre-es-Champs es una comuna francesa situada en el departamento de Oise, en la región de Alta Francia.

## Demografía
| 322 | 347 | 348 | 351 | 516 | 661 | 708 |
| Para los censos de 1962 a 1999 la población legal corresponde a la población sin duplicidades (Fuente: INSEE [Consultar]) |     |     |     |     |     |     |